# Interrégionale wallonne de la FGTB
 (mars 2024).
Si vous disposez d'ouvrages ou d'articles de référence ou si vous connaissez des sites web de qualité traitant du thème abordé ici, merci de compléter l'article en donnant les références utiles à sa vérifiabilité et en les liant à la section « Notes et références ».
L'Interrégionale wallonne de la FGTB (FGTB Wallonne) est un organe d'abord de facto (les régionales wallonnes de la FGTB dirigèrent la Grève générale de l'hiver 1960-1961), ensuite officieux créé à Agimont par André Genot alors président du Mouvement populaire wallon et qui subsiste aujourd'hui parfois sous l'appellation de FGTB wallonne, cette aile du syndicat socialiste qui traite des matières syndicales qui concernent la Région wallonne.